# أوبافيمي مارتينز

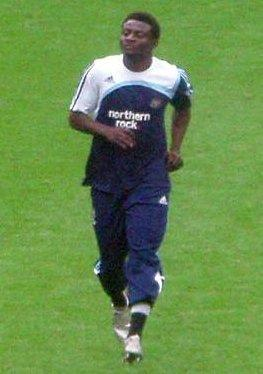
أوبافيمي مارتينز

أوبافيمي أكينوونمي مارتينز (بالإنجليزية: Obafemi Martins)‏، من مواليد 28 أكتوبر 1984 في لاغوس في نيجيريا، لاعب كرة قدم نيجيري.
بدأ مسيرته الكروية مع نادي إنتر ميلان الإيطالي في عام 2002، ولعب معهم حتى عام 2006، وشارك معهم في 88 مباراة وسجل 28 هدف، ومنذ عام 2006 وهو يلعب مع نادي نيوكاسل يونايتد الإنجليزي.
و قد انتقل في سنة 2012 إلى ليفانتي الإسباني
و قد بدأ باللعب مع منتخب نيجيريا لكرة القدم في عام 2004.

## مسيرته الكروية

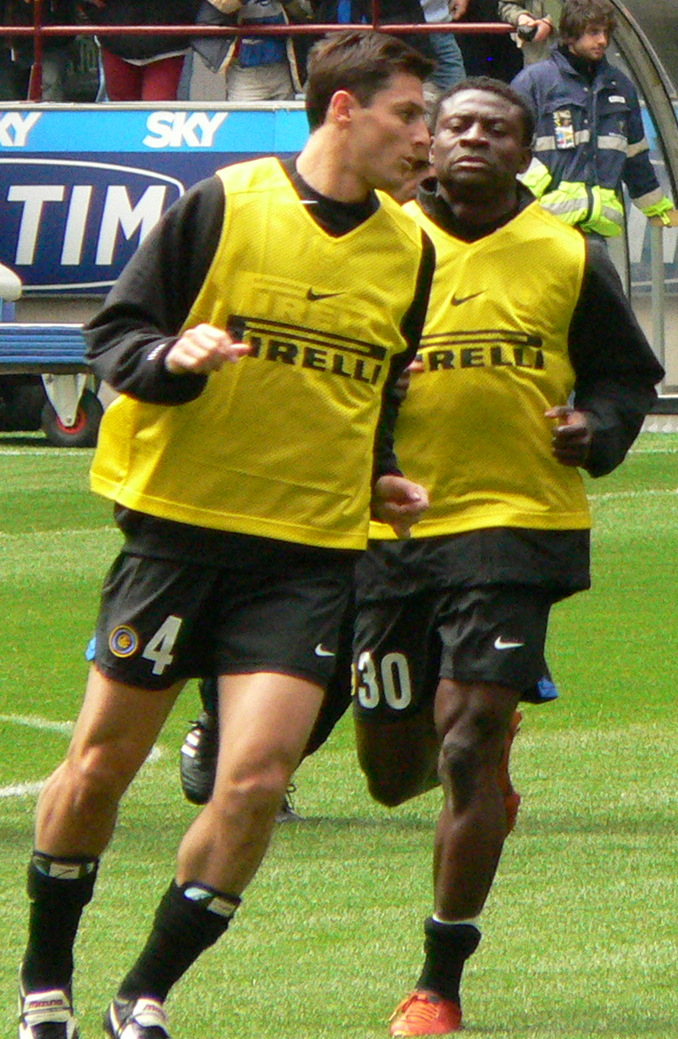
خافيير زانيتي وأوبافيمي مارتينز

لعب أوبافيمي مارتينز خلال مسيرته الاحترافية مع 9 أندية في عشرون موسمًا وسجل خلالها 131 هدف ضمن 349 مباراة. حيث فاز في خمسة مواسم بالكأس ولم يفز بأي دوري.
خاض أوبافيمي مارتينز مسيرته مع نادي ريجيانا 1919 في موسم 2000–01 لمدة موسم واحد، مشاركًا في مباراتين ولم يسجل أي هدف. ثم انتقل إلى نادي إنتر ميلان في موسم 2001–02 ليلعب معه خمسة مواسم، حيث شارك في 87 مباراة سجل خلالها 28 هدفًا. لينتقل بعدها إلى نادي نيوكاسل يونايتد في موسم 2006–07 واستمر معه طيلة ثلاثة مواسم، مشاركًا في 87 مباراة سجل خلالها 28 هدفًا أيضًا. ثم انتقل إلى نادي فولفسبورغ في موسم 2009–10 لمدة موسم واحد، مشاركًا في 16 مباراة سجل خلالها 6 أهداف. هذا وانتقل لاحقًا إلى نادي روبين كازان ما بين عامي 2010 و2011 في المرة الأولى لمدة موسم واحد ثم في موسم 2011–12 لمدة موسم واحد، مشاركًا طوالها في 20 مباراة سجل خلالها 3 أهداف. ثم انتقل بعدها إلى نادي برمنغهام سيتي في موسم 2010–11 لمدة موسم واحد، مشاركًا في 4 مباريات ولم يسجل أي هدف. ليعود وينتقل من جديد، لكن هذه المرة إلى نادي ليفانتي في موسم 2012–13 لمدة موسم واحد، مشاركًا في 21 مباراة سجل خلالها 7 أهداف. لينتقل بعدها إلى Seattle Sounders (1994–2008) ‏ في موسم 2013 واستمر معه طيلة ثلاثة مواسم، مشاركًا في 72 مباراة سجل خلالها 40 هدف. ثم لعب في نادي شانغهاي غرينلاند شينهوا في موسم 2016 واستمر معه طيلة ثلاثة مواسم، مشاركًا في 40 مباراة سجل خلالها 19 هدفًا.

## روابط خارجية
- أوبافيمي مارتينس على موقع الاتحاد الدولي (مؤرشف)  (الإنجليزية)
- أوبافيمي مارتينس على موقع الدوري الأمريكي (الإنجليزية)
- أوبافيمي مارتينس على موقع قاعدة بيانات كرة القدم.إي يو (الإنجليزية)
- أوبافيمي مارتينس على موقع ناشيونال فوتبول تيمز (الإنجليزية)
- أوبافيمي مارتينس على موقع Soccerbase.com (لاعب) (الإنجليزية)
- أوبافيمي مارتينس على موقع Soccerway.com (الإنجليزية)
- أوبافيمي مارتينس على موقع عالم كرة القدم.نت (الإنجليزية)
- أوبافيمي مارتينس على موقع كووورة
- أوبافيمي مارتينس على موقع AS.com (الإسبانية)